# Jiangcunzhen (ort i Kina, Hunan Sheng, lat 25,73, long 111,71)
Jiangcunzhen (kinesiska: 江村镇) är en ort i Kina. Den ligger i provinsen Hunan, i den södra delen av landet, omkring 300 kilometer sydväst om provinshuvudstaden Changsha. Antalet invånare är 16 357. Befolkningen består av 7 668 kvinnor och 8 689 män. Barn under 15 år utgör 21,0 %, vuxna 15-64 år 68 %, och äldre över 65 år 9,0 %.
Runt Jiangcunzhen är det tätbefolkat, med 257 invånare per kvadratkilometer. Jiangcunzhen är det största samhället i trakten. I omgivningarna runt Jiangcunzhen växer i huvudsak blandskog.
Genomsnittlig årsnederbörd är 1 966 millimeter. Den regnigaste månaden är april, med i genomsnitt 291 mm nederbörd, och den torraste är oktober, med 41 mm nederbörd.